# Поліця-Бриг
Поліця-Бриг (хорв. Poljica-Brig) — населений пункт у Хорватії, у Задарській жупанії у складі міста Нин.

## Населення
Населення за даними перепису 2011 року становило 276 осіб.

## Клімат
Середня річна температура становить 14,20 °C, середня максимальна – 28,62 °C, а середня мінімальна – -0,05 °C. Середня річна кількість опадів – 897 мм.
| Клімат поселення                              | Клімат поселення | Клімат поселення | Клімат поселення | Клімат поселення | Клімат поселення | Клімат поселення | Клімат поселення | Клімат поселення | Клімат поселення | Клімат поселення | Клімат поселення | Клімат поселення | Клімат поселення |
| Показник                                      | Січ.             | Лют.             | Бер.             | Квіт.            | Трав.            | Черв.            | Лип.             | Серп.            | Вер.             | Жовт.            | Лист.            | Груд.            |                  |
| Середній максимум, °C                         | 11,08            | 12,06            | 14,92            | 17,97            | 22,55            | 26,28            | 28,62            | 28,19            | 24,39            | 19,80            | 14,28            | 11,20            |                  |
| Середня температура, °C                       | 5,50             | 6,50             | 9,37             | 12,41            | 16,99            | 20,72            | 24,02            | 23,61            | 19,80            | 15,19            | 9,67             | 6,60             |                  |
| Середній мінімум, °C                          | −0,05            | 0,93             | 3,80             | 6,84             | 11,45            | 15,16            | 19,41            | 19,02            | 15,20            | 10,58            | 5,08             | 2,01             |                  |
| Норма опадів, мм                              | 75               | 64               | 67               | 73               | 68               | 57               | 33               | 51               | 101              | 109              | 105              | 94               |                  |
| Середньомісячна швидкість вітру, м/с          | 2.56             | 2.70             | 2.91             | 2.80             | 2.43             | 2.27             | 2.28             | 2.16             | 2.30             | 2.40             | 2.91             | 2.79             |                  |
| Середньомісячна сонячна радіація, кДж/м²·день | 4929             | 7648             | 11323            | 16170            | 20473            | 22363            | 24276            | 21041            | 15478            | 9851             | 5370             | 4202             |                  |
| --------------------------------------------- | ---------------- | ---------------- | ---------------- | ---------------- | ---------------- | ---------------- | ---------------- | ---------------- | ---------------- | ---------------- | ---------------- | ---------------- | ---------------- |
| Джерело:                                      |                  |                  |                  |                  |                  |                  |                  |                  |                  |                  |                  |                  |                  |